# Dasythorax santacrucis
Dasythorax santacrucis là một loài bướm đêm trong họ Noctuidae.